# The Division
The Division è una serie televisiva trasmessa negli USA dalla Lifetime dal 2001 al 2004 e approdata in Italia dal 24 novembre 2003 su Rai 2.
Attualmente alcune stagioni, eccetto la prima sono inedite.

## Trama
La serie ruota intorno agli ufficiali di polizia della "Felony Division" nel Dipartimento di Polizia di San Francisco, comandati dal Capitano Kate McCafferty (Bonnie Bedelia). La serie include anche scene della vita personale degli ufficiali di polizia oltre che di quella professionale.

## Cast
- Amy Jo Johnson: Stacy Reynolds
- Jose Yenque: Gabriel 'Gabe' Herrera (18 episodi, 2001-2003)
- Bonnie Bedelia: Capitano Kaitlyn "Kate" McCafferty
- Nancy McKeon: Ispettore Jinny Exstead (16 episodi, 2001-2004)
- Lisa Vidal: Ispettore Magdalena "Magda" Ramirez (16 episodi, 2001-2004)
- Jay Harrington: Theodore Blumenthal (14 episodi, 2001-2002)
- Taraji P. Henson: Ispettore Raina Washington (14 episodi, 2003-2004)
- Jon Hamm: Ispettore Nate Basso (14 episodi, 2002-2004)
- Alex Rocco: John Exstead Sr. (14 episodi, 2001-2004)
- Robin Thomas: Louis Perillo (11 episodi, 2002-2004)
- Jacob Urrutia: Benjamin Ramirez (11 episodi, 2002-2004)
- Tracey Needham: Ispettore Candace "C. D." DeLorenzo (9 episodi, 2001-2003)
- Michael MacRae: Steven (9 episodi, 2001)
- James Avery: Charles Haysbert (9 episodi, 2002-2003)
- Jon Tenney: Hank Riley (9 episodi, 2004)
- Amanda Fuller: Summer Landers (6 episodi, 2000-2001)

## Episodi
| Stagione         | Episodi | Prima TV originale | Prima TV Italia |
| ---------------- | ------- | ------------------ | --------------- |
| Prima stagione   | 22      | 2001               | 2003            |
| Seconda stagione | 22      | 2002               |                 |
| Terza stagione   | 22      | 2003               |                 |
| Quarta stagione  | 22      | 2004               |                 |

## Riconoscimenti
- 2004 Gracie Allen Awards - Gracie: Eccezionale programma di intrattenimento - drammatico ( "Without a Trace" (2002)).
- 2004 Imagen Foundation Awards - Imagen Awards - Lisa Vidal vince come Miglior Attrice in una serie televisiva drammatica.
- 2003/2004 BMI Film & TV Awards- BMI Cable Award - Jeff Eden Fair & Starr Parodi.
- 2003 Young Artist Awards - Joy Lauren (come guest star) nominato come Miglior Apparizione in una Serie TV drammatica.
- 2002 Young Artist Awards - Shawn Pyfrom (as a guest star) nominated for Best Performance in a TV Drama Series
- 2002 ALMA Awards - Lisa Vidal nominata per il riconoscimento come Miglior Attrice in una serie televisiva.
- 2002 PRISM Awards - Prism Award - Miglior Episodio di una serie TV drammatica (per l'episodio "Intervention")